# Flic Story
Flic Story (br: Confissões de um tira) é um filme franco-italiano de 1975, dos gêneros policial e suspense, dirigido por Jacques Deray. O roteiro, escrito por Jacques Deray e Alphonse Boudard, é baseado em autobiografia de Roger Borniche.

## Sinose
O filme relata a história autêntica da caçada ao perigoso criminoso Emile Buisson, que escapou da prisão em 1947. Durante os três anos em que Buisson fugiu do detetive Borniche, ele repetidamente assassinou todos os informantes da polícia. Quando, finalmente, o bandido foi pego, tinha cometido mais de cem roubos e assassinado 30 pessoas.

## Elenco
- Alain Delon.... Roger Borniche
- Jean-Louis Trintignant.... Émile Buisson
- Claudine Auger....Catherine
- Henri Guybet.... Hidoine
- Renato Salvatori.... Mario Poncini
- André Pousse.... Jean-Baptiste Buisson
- Marco Perrin.... Vieuchene
- Maurice Biraud.... o gerente do hotel Saint-Appoline
- Mario David.... Raymond Pelletier
- Paul Crauchet.... Paul Robier
- Maurice Barrier.... René Bollec
- Denis Manuel.... inspetor Lucien Darros
- Françoise Dorner.... Suzanne Bollec